# Anderson County, Kansas
Anderson County är ett administrativt område i delstaten Kansas, USA, med 8 102 invånare. Den administrativa huvudorten (county seat) är Garnett.

## Geografi
Enligt United States Census Bureau har countyt en total area på 1 513 km². 1 509 km² av den arean är land och 13 km² är vatten.

### Angränsande countyn
- Franklin County - nord
- Miami County - nordost
- Linn County - öst
- Bourbon County - sydost
- Allen County - syd
- Woodson County - sydväst
- Coffey County - väst

### Orter
- Colony
- Garnett (huvudort)
- Greeley
- Kincaid
- Lone Elm
- Westphalia